# レオノール・デ・ヴィゼウ

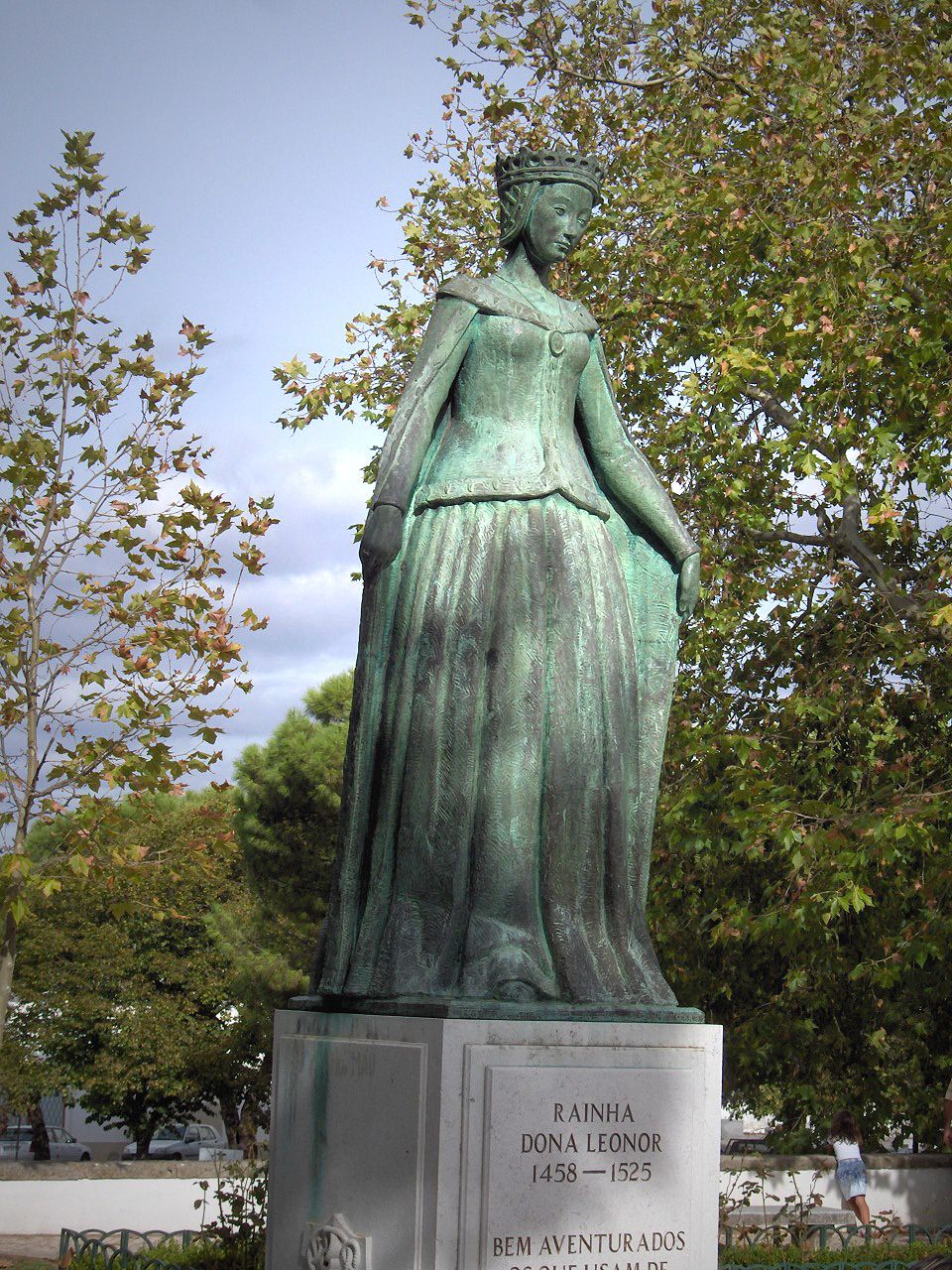
ベージャにあるレオノール王妃像

レオノール・デ・ヴィゼウ（Leonor de Viseu, 1458年5月2日 - 1525年11月17日）は、ポルトガル王ジョアン2世の王妃。

## 生涯
ヴィゼウ公フェルナンド（アフォンソ5世の弟）と妃ベアトリス（ドゥアルテ1世の弟ジョアンの娘）の長女として、ベージャで生まれた。
1471年1月、当時ポルトガル公（王太子）だった従兄ジョアンと結婚、2子をもうけたが、成人したのは1人だった。
- アフォンソ（1475年 - 1491年）
- ジョアン（1483年、夭折）

王妃となってから、カルダシュ・ダ・ライーニャ（現在のレイリア県の都市で「王妃の温泉」の意味）の町を建設した。1491年、ポルトガル公アフォンソが落馬によって急死した。ポルトガル公妃イザベル（カトリック両王の長女）との間には子がなく、未亡人となったイザベルはカスティーリャへ帰国した。
ジョアン2世は、愛妾アナ・デ・メンドンサ（アフォンソ5世の後妻フアナ王妃の女官）との間に庶子ジョルジェ（1481年 - 1550年）がおり、ジョルジェを後継としたい意向だった。ジョアン2世には兄弟がないため、嫡出の血統をさかのぼると、ヴィゼウ公フェルナンドの次男でレオノールの弟、ベージャ公マヌエルが最も近く年長だった。レオノールの強い働きかけの結果、後継に指名されたのはマヌエルで、ジョアン2世の死後マヌエル1世として即位し、元ポルトガル公妃イサベルを自らの妃に迎えた。
マヌエル1世と2番目の妃マリア（イサベルの妹）との間の息子ジョアン3世の即位後の1525年に死去した。